# Eretmapodites eouzani
Eretmapodites eouzani is een muggensoort uit de familie van de steekmuggen (Culicidae). De wetenschappelijke naam van de soort is voor het eerst geldig gepubliceerd in 1974 door Rickenbach & Lombrici.